# Зональный (Свердловская область)
Зональный — посёлок в Пригородном районе Свердловской области России, пригород Нижнего Тагила. Входит в муниципальный округ Горноуральский, управляется Покровской территориальной администрацией. Ранее входил в состав Покровского сельсовета Пригородного района.

## География
Посёлок Зональный расположен на восточном берегу реки Большой Кушвы, которая возле посёлка образует небольшой пруд. Посёлок находится в 700 метрах к юго-востоку от кварталов Нижнего Тагила, на границе Пригородного района с Дзержинским районом города.
Часовой пояс
Зональный, как и вся Свердловская область, находится в часовой зоне МСК+2. Смещение применяемого времени относительно UTC составляет +5:00.

## Население
| 2002 | 2010 | 2021 |
| ---- | ---- | ---- |
| 431  | ↗436 | ↗517 |

Структура
По данным Всероссийской переписи населения 2002 года, русские составляли 95 % населения посёлка Зонального. По данным переписи населения 2010 года, в посёлке проживали 436 человек — 215 мужчин и 221 женщина.

## Инфраструктура
В Зональном имеется небольшой дом культуры. В конце 2014 года жители посёлка Зонального при поддержке территориальной администрации установили памятник «Воинам, погибшим за Отечество» в память 25 солдат-жителей посёлка, погибших во Второй мировой войне.
В посёлке размещена нижнетагильская метеостанция.